# Attalea eichleri x speciosa
Attalea eichleri x speciosa là loài thực vật có hoa thuộc họ Arecaceae. Loài này được Pabst mô tả khoa học đầu tiên năm 1999.